# Clube Internacional de Regatas
El Clube Internacional de Regatas és un club de la ciutat de Santos (Brasil), el qual té diferents seccions com rem, hoquei patins, atletisme, futbol, futsal, natació, esgrima i bàsquet, entre d'altres. Fou fundat l'any 1898, els seus colors són el vermell, blau i blanc. Ha guanyat 4 lligues brasileres d'hoquei patins masculí (1983, 1984, 2022 i 2024).